# Office Space
Office Space (br: Como Enlouquecer Seu Chefe / pt: O Insustentável Peso do Trabalho) é uma comédia americana de 1999 escrita e dirigida por Mike Judge. Satiriza a vida no trabalho de uma típica companhia de desenvolvimento de software durante o final da década de 1990, focando na exaustão dos indivíduos que estão cheios do seu trabalho rotineiro.
O filme simpaticamente traça um quadro da ordinária vida dos trabalhadores da área de tecnologia da informação, e também endereça temas comuns para os trabalhadores de baias e empregados em geral. Filmado em Austin e Dallas, no Texas, Estados Unidos.

## Sinopse
Peter está fazendo terapia devido ao estresse no trabalho e descobre que o cotidiano é o seu problema. Ele resolve então largar o emprego, para isso começa a sabotar seu trabalho, mas suas atitudes o levam a ser promovido.

## Elenco
- Ron Livingston — Peter Gibbons
- David Herman — Michael Bolton
- Ajay Naidu — Samir Nagheenanajar
- Jennifer Aniston — Joanna
- Gary Cole — Bill Lumbergh
- Stephen Root — Milton Waddams
- Richard Riehle — Tom Smykowski
- Diedrich Bader — Lawrence
- Jenn Emerson — Female Temp
- Paul Willson — Bob Porter
- John C. McGinley — Bob Slydell
- Kinna McInroe — Nina
- Todd Duffey — Brian
- Greg Pitts — Drew
- Alexandra Wentworth — Anne
- Mike McShane — Dr. Swanson
- Orlando Jones — Steve
- Mike Judge — Stan

## Trilha sonora
1. "Shove This Jay-Oh-Bee" (Canibus/Biz Markie) - 4:21
2. "Get Dis Money" (Slum Village) - 3:36
3. "Get Off My Elevator" (Kool Keith) - 3:46
4. "Big Boss Man" (Junior Reid) - 3:46
5. "9-5" (Lisa Stone) - 3:40
6. "Down for Whatever" (Ice Cube) - 4:40
7. "Damn It Feels Good to Be a Gangsta" (Geto Boys) - 5:09
8. "Home" (Blackman/Destruct/Icon) - 4:22
9. "No Tears" (Scarface) - 2:27
10. "Still" (Geto Boys) - 4:03
11. "Mambo #8" (Perez Prado) - 2:06
12. "Peanut Vendor" (Perez Prado) - 2:39